# Jakir
Jakir (hebrejsky יַקִּיר, doslova „Drahý“ - podle izraelského pilota Mordechaje Neve Jakira, který se v roce 1962 při výcviku zřítil do Galilejského jezera a zahynul, v oficiálním přepisu do angličtiny Yaqir, přepisováno též Yakir) je izraelská osada a vesnice typu společná osada (jišuv kehilati) na Západním břehu Jordánu v distriktu Judea a Samaří a v Oblastní radě Šomron (Samařsko).

## Geografie
Nachází se na v nadmořské výšce 390 metrů na západním okraji hornatiny Samařska, cca 23 kilometrů severovýchodně od města Petach Tikva, cca 7 kilometrů severozápadně od města Ariel, cca 42 kilometrů severozápadně od historického jádra Jeruzalému a cca 33 kilometrů severovýchodně od centra Tel Avivu.
Na dopravní síť Západního břehu Jordánu je napojena pomocí lokální silnice číslo 5066, která vede k severu k bloku izraelských osad okolo Immanuel, Kedumim a Karnej Šomron a k jihu, kde se napojuje na takzvanou Transsamařskou dálnici. Ta zajišťuje spojení jak s vnitrozemím Západního břehu Jordánu a s městem Ariel, tak s aglomerací Tel Avivu.
Jakir leží cca 12 kilometrů za Zelenou linií, která odděluje Izrael v jeho mezinárodně uznávaných hranicích. Nachází se v nevelkém ale územně souvislém bloku izraelských sídel na Západním břehu Jordánu, jehož součástí je v bezprostředním okolí ještě osada Nofim, jižněji pak obce Revava, Barkan a Kirjat Netafim a dále na východě město Ariel (tzv. blok osad Guš Ari'el). Od dalších izraelských osad na severní straně (Immanuel, Kedumim a Karnej Šomron) je oddělena hlubokým kaňonem Nachal Kana. V okolí obce se nachází palestinské vesnice Dejr Istija a Karawat Bani Hassan.

## Dějiny
Vesnice byla založena v roce 1981, konkrétně v únoru 1981, skupinou nábožensky orientovaných Izraelců. V obci funguje zdravotní středisko, knihovna, několik mateřských škol a základní škola. Ta je ovšem umístěna v osmi provizorních mobilních buňkách. Počátkem školního roku 2009/2010 vinili z tohoto stavu místní obyvatelé izraelskou vládu, která prý fakticky zmrazila výstavbu v izraelských osadách na Západním břehu Jordánu. Středoškolské vzdělání je zajišťováno v nedalekých obcích Karnej Šomron a Kedumim. Prodej nových domů v obci Jakir obstarává organizace Amana, která je součástí hnutí Guš Emunim. Nově příchozí obyvatelé mají v Jakir nárok na zvláštní hypoteční úvěry a půjčky až do výše 49 000 dolarů. Pokud rodina zůstane v Jakir minimálně 15 let, část této půjčky ve výši cca 14 000 dolarů se mění v dar.
V dubnu 2001 byla asi půl kilometru jihozápadně od vlastní osady zřízena skupina domů nazvaná Chavat Ja'ir (חוות יאיר, Ja'irova farma), podle organizace Mír nyní neautorizované sídlo typu outpost, (מאחז). O pár let později se již uvádí, že zde trvale žije pět rodin. V roce 2006 je v Chavat Ja'ir hlášena výstavba jednoho zděného obydlí a zřízení tří nových mobilních obytných karavanů. V roce 2007 v Chavat Ja'ir databáze organizace Mír nyní uvádí 60 stálých obyvatel.
Vlastní osada Jakir prochází trvalým růstem. V polovině roku 2008 se zde uvádělo devět rozestavěných bytových jednotek. V polovině roku 2009 bylo v obci ve výstavbě deset nových domů.
Podle plánů z počátku 21. století měl být Jakir společně s okolním blokem osad, tvořeným obcemi Nofim, Karnej Šomron, Immanuel a dál k severovýchodu až k osadě Kedumim, zahrnut do Izraelské bezpečnostní bariéry. Vznikl by tak hluboký koridor vnikající západovýchodním směrem do centrálního Samařska. Tento koridor by probíhal paralelně s obdobným pásem izraelských sídel zahrnutých do bezpečnostní bariéry směrem k městu Ariel. Mezi oběma pásy by ovšem nebylo propojení. Obec Jakir by tak ztratila spojení jižním směrem na osady Revava, Barkan a Kirjat Netafim. Dle stavu z roku 2008 ale nebyla bariéra v tomto úseku ještě postavena a ani nedošlo k definitivnímu stanovení její trasy. Bariéra byla místo toho zatím postavena v mnohem menším rozsahu daleko na západě, okolo obce Alfej Menaše. Budoucí existence osady Jakir, stejně jako mnoha dalších izraelských osad ve vnitrozemí Samařska, závisí na podmínkách případné mírové dohody s Palestinci.

## Demografie
Obyvatelstvo obce Jakir je v databázi rady Ješa popisováno jako nábožensky založené. Podle údajů z roku 2014 tvořili naprostou většinu obyvatel Židé (včetně statistické kategorie "ostatní", která zahrnuje nearabské obyvatele židovského původu ale bez formální příslušnosti k židovskému náboženství).
Jde o menší obec vesnického typu (i když ve své kategorii jde o lidnatější obec) s dlouhodobě rychle rostoucí populací. K 31. prosinci 2014 zde žilo 1821 lidí. Během roku 2014 registrovaná populace stoupla o 6,1 %. Ze současných 245 rodin by se populace měla výhledově zvýšit až na 800.
| Rok            | 1982 | 1985 | 1986 | 1987 | 1988 | 1989 | 1990 | 1991 | 1992 | 1993 | 1994 | 1995 | 1996 | 1997 | 1998 | 1999 | 2000 |
| -------------- | ---- | ---- | ---- | ---- | ---- | ---- | ---- | ---- | ---- | ---- | ---- | ---- | ---- | ---- | ---- | ---- | ---- |
| Počet obyvatel | 211  | 256  | 249  | 278  | 285  | 351  | 351  | 417  | 467  | 544  | 605  | 682  | 632  | 677  | 717  | 765  | 822  |

| Rok            | 2001 | 2002 | 2003 | 2004 | 2005 | 2006  | 2007  | 2008  | 2009  | 2010  | 2011  | 2012  | 2013  | 2014  |
| -------------- | ---- | ---- | ---- | ---- | ---- | ----- | ----- | ----- | ----- | ----- | ----- | ----- | ----- | ----- |
| Počet obyvatel | 834  | 862  | 932  | 960  | 984  | 1 025 | 1 088 | 1 129 | 1 207 | 1 285 | 1 463 | 1 645 | 1 716 | 1 821 |